# Аль-Машкук
Аль-Машкук (англ. al-Mashquq, араб. المشقوق) — поселення в Сирії, що складає невеличку друзьку общину в нохії Сальхад, яка входить до складу однойменної мінтаки Сальхад в південній сирійській мухафазі Ас-Сувейда.